# Maurice Lafforgue
Maurice Marcel Lafforgue (* 26. März 1915 in Mende; † 31. Oktober 1999 in Passy) war ein französischer Skirennläufer.

## Karriere
Lafforgue stammte aus der Kleinstadt Luchon in den Pyrenäen. 1931 wurde er im Alter von 17 Jahren im Slalom erstmals französischer Meister. Der größte Erfolg seiner Karriere gelang ihm 1937 bei den Alpinen Skiweltmeisterschaften in Chamonix. Dort gewann er die Silbermedaille in der Abfahrt und die Silbermedaille in der Kombination.

## Privates
Lafforgue war mit der schwedischen Skirennläuferin May Nilsson verheiratet. Ihre Zwillingstöchter Ingrid Lafforgue und Britt Lafforgue sowie Schwiegersohn Henri Duvillard waren ebenfalls in dieser Sportart erfolgreich. Auch sein eigener Zwillingsbruder René war als Skirennläufer aktiv.

## Erfolge

### Olympische Winterspiele
- Garmisch-Partenkirchen 1936: 11. Kombination

### Weltmeisterschaften
- St. Moritz 1934: DNF Abfahrt[2], DNF Slalom[3]
- Mürren 1935: 14. Abfahrt[4], 21. Kombination[5], 31. Slalom[6]
- Chamonix 1937: 2. Abfahrt, 2. Kombination, 9. Slalom
- Engelberg 1938: 10. Abfahrt[7], 14 Kombination[8], 29. Slalom[9]
- Zakopane 1939: 7. Abfahrt[10], 20. Kombination[11], 23. Slalom[12]